# Lightning (Schiff, 1877)
HMS Lightning war ein Torpedoboot, das von John I. Thornycroft & Company für die Royal Navy gebaut wurde. Sie wurde 1876 in Dienst gestellt und war das erste seetüchtige Fahrzeug, das mit den Whitehead-Torpedos mit Eigenantrieb ausgestattet war. Später wurde sie in Torpedo Boat No. 1 umbenannt.
Thornycroft hatte bereits seit 1874 bei der Admiralität das Ansinnen geäußert, ein Torpedoboot für die Marine zu bauen. Als diese letztlich den Bauauftrag erteilte, orientierte sich Thornycroft an der 1875 für den Einsatz auf dem Genfersee gelieferten Yacht Gitana, was sich auch in einer achtern befindlichen Kabine der Lightning niederschlug und das Torpedoboot von allen nachfolgenden Modellen unterschied.
Im Originalzustand besaß die Lightning zwei Torpedoablaufgestelle, die jeweils seitlich am Rumpf ins Wasser gelassen werden konnten, um den Torpedo zu starten. Diese Gestelle wurden 1879 durch ein einzelnes Torpedorohr ersetzt, das auf dem Bug installiert war. Dazu kamen zwei Torpedos zum Nachladen, die mittschiffs aufbewahrt wurden.

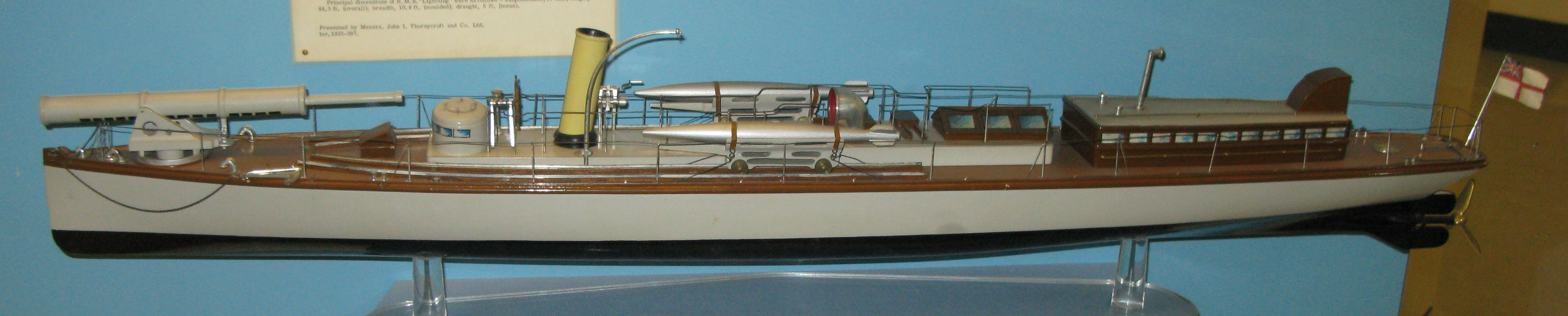
Ein Modell der Lightning nach 1879

Die Lightning verbrachte ihre Dienstzeit als Tender der Torpedoschule HMS Vernon in Portsmouth und wurde dort zu Versuchszwecken eingesetzt. 1896 wurde sie abgewrackt. Ihre Dampfmaschine diente noch einige Zeit in der Werft von Portsmouth.